# Mastigophoraceae
Mastigophoraceae là một họ rêu trong bộ Jungermanniales.